# Шатлен, Сирьель
Сирьель Шатлен (фр. Cyrielle Chatelain; род. 15 июля 1987, Монбельяр) — французская политическая деятельница, член партии «Экологисты», депутат Национального собрания Франции с 2022 года.

## Биография
Взгляды Шатлен сформировались под влиянием родителей — они работали «специализированными воспитателями» (оказывали помощь детям и подросткам в трудной жизненной ситуации) и являлись активистами Greenpeace и антиядерного движения. В 2006 году вступила в партию «зелёных», стала функционером организации «Экологистская молодёжь», где со временем вошла в состав федерального секретариата. Являлась парламентской помощницей депутата Эрика Алозе, отвечала за вопросы жилищного хозяйства в администрации президента метрополии Гренобля. По итогам парламентских выборов 2022 года, на которых баллотировалась от коалиции NUPES, победила во 2-м округе департамента Изер с результатом 52,13 %.
23 июня 2022 года избрана сопредседателем партийной фракции в Национальном собрании вместе с национальными секретарём «Экологистов» Жюльеном Байу.
Вы ступает за отмену статьи 49.3 Конституции Франции, которая позволяет правительству проводить законы без голосования в Национальном собрании, также считает необходимым переход к пропорциональной системе выборов и усиление роли парламента.